# Кинцль, Марио
Ма́рио Кинцль (нем. Mario Kienzl; 19 декабря 1983, Грац, Штирия, Австрия) — австрийский футболист, полузащитник. Ныне — тренер.

## Карьера
С шести лет Кинцль занимался футболом в Обществе поддержки учеников «Грац». В 1998 году перешёл в молодёжную команду «Штурма».
Дебютировал в чемпионате Австрии под началом Ивицы Осима 7 апреля 2002 года в гостевом матче с зальцбургским «Вюстенротом» (победа «Штурма» 5:3). Будучи лишь резервным игроком «Штурма», на заре своей футбольной карьеры в основном играл за любительскую команду клуба, где выполнял обязанности капитана. Марио участвовал в Суперкубке Австрии 2002 года, куда его команда попала вследствие банкротства действовавшего чемпиона страны «Тироля». В том матче «Штурм» уступил землякам из «ГАКа» 0:3.
В сезоне 2002/03 по причине службы в армии Кинцль провёл только три игры в чемпионате. На международной арене игрок дебютировал в матче первого раунда Кубка УЕФА против шотландского «Ливингстона». В еврокубковой кампании «Штурм» дошёл до 1/16 финала, где потерпел поражение от «Лацио» 2:3 по сумме двух матчей.
Окончательно игроком основы клуба Кинцль стал лишь в чемпионате 2007/08. 20 октября 2007 года в выездном матче 15 тура чемпионата Австрии против «Ред Булла» Кинцль ударом через себя поразил ворота Тимо Окса. С 2008 года Марио был назначен вице-капитаном, а с 2010 — капитаном команды.
11 февраля 2009 года Кинцль в составе сборной Австрии вышел на замену на 83-й минуте товарищеского матча со Швецией вместо Пауля Шарнера. Сборная Австрии уступила 0:2. Этот вызов в сборную так и остался единственным для Кинцля.
В 2010 году «Штурм» в финале Кубка Австрии одолел «Магну» 1:0. А в 2011 команда выиграла австрийскую Бундеслигу. Обе этих победы стали первыми для клуба с 1999 года.
Не сумев закрепиться в составе лихтенштейнского «Вадуца», Кинцль перешёл в любительский австрийский клуб «Ланнах». Однако не снискав и там никаких успехов, принял решение завершить карьеру.
Сразу по завершении игровой карьеры Кинцль приступил к исполнению обязанностей помощника тренера молодёжного состава австрийского «Кальсдорфа». Год спустя в этом же качестве перебрался в основную команду клуба. В сентябре 2015 года провёл три матча в качестве главного тренера команды. Летом 2017 года вошёл в тренерский штаб Йоахима Штандфеста во второй команде «Штурма».

## Достижения
- Обладатель Кубка Австрии: 2010
- Чемпион Австрии: 2011